# Ciganjur
Ciganjur is een plaats (wijk) - (kelurahan) in het bestuurlijke gebied Jagakarsa, Jakarta Selatan (Zuid-Jakarta) in de provincie Jakarta, Indonesië. De plaats telt 39.228 inwoners (volkstelling 2010).

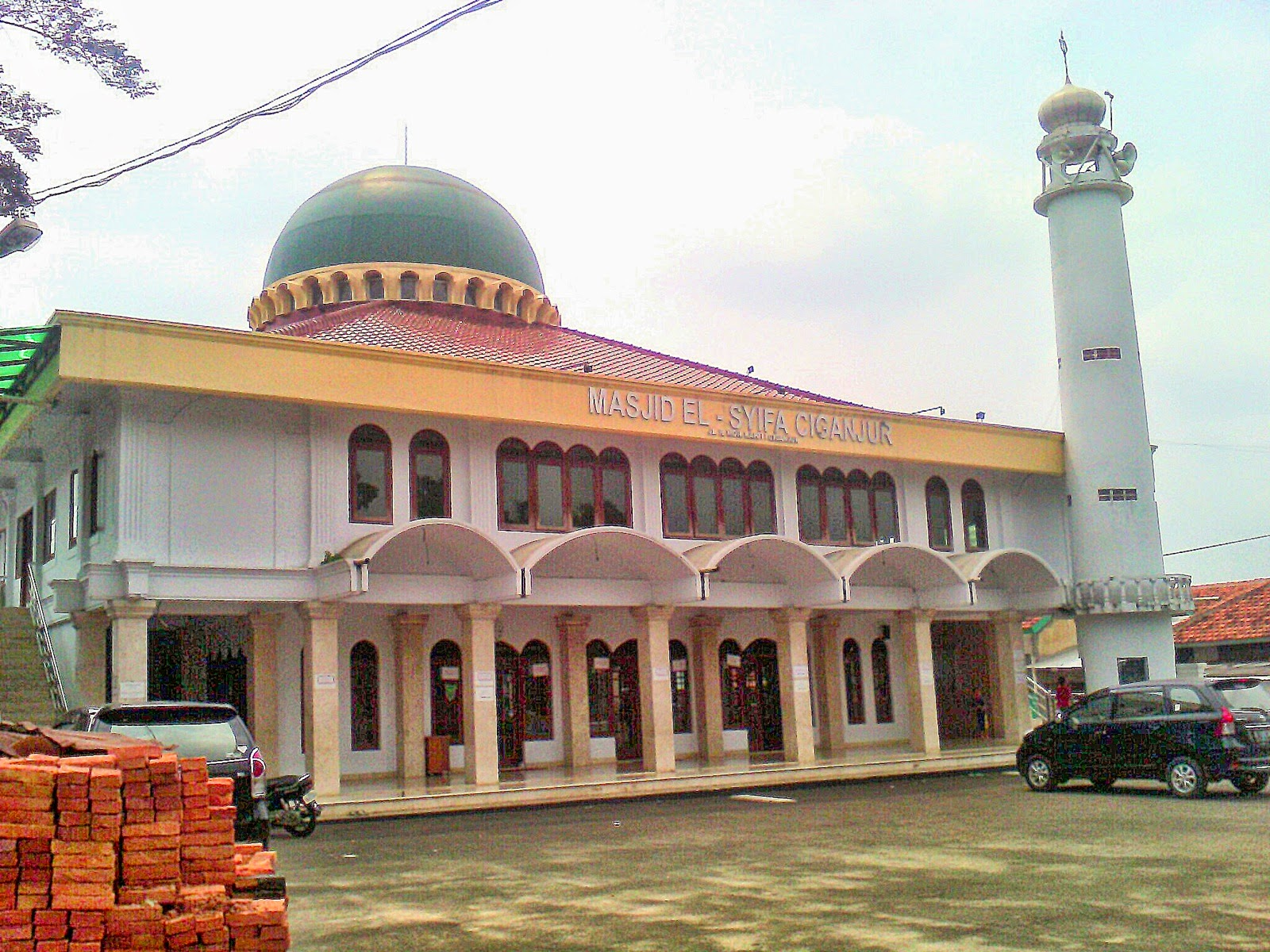
Masjid El-Syifa, Ciganjur, Jagakarsa